# Walker Scobell
Walker William Scobell (Los Angeles, 5 gennaio 2009) è un attore statunitense.
Ha recitato nei film The Adam Project e La Gang dei Supereroi. Dal 2023, interpreta il ruolo di Percy Jackson nella serie fantasy di Disney+ Percy Jackson e gli dei dell'Olimpo.

## Biografia
Scobell è cresciuto con sua madre Heather Scobell e suo padre Pete Scobell in una famiglia di militari. Ha una sorella maggiore e un fratello minore. Scobell ha vissuto dapprima in Colorado e successivamente a Fairview, Pennsylvania, dove sono cresciuti i suoi genitori. Alle elementari ha frequentato un corso di recitazione; ha poi frequentato la Fairview Middle School, dove ha recitato nella produzione scolastica di Mary Poppins. Poco dopo, ha frequentato un seminario di recitazione dell'attore John D'Aquino, ha assunto un manager e ha firmato con un'agenzia.
Nell'agosto del 2020, Scobell ha fatto un'audizione per interpretare la versione più giovane del personaggio di Ryan Reynolds nel film Netflix The Adam Project. Le riprese sono iniziate a Vancouver nel novembre 2020 e il film è uscito nel marzo 2022. Scobell ha ricevuto svariati elogi per la sua performance.
Scobell ha recitato poi accanto a Owen Wilson in La Gang dei Supereroi. Il film è uscito su Paramount+ nell'agosto 2022.
Pochi mesi prima dell'uscita di The Adam Project, Scobell ha fatto un provino per il ruolo di Percy Jackson nella serie di Disney+ Percy Jackson e gli dei dell'Olimpo. Il casting è stato annunciato pubblicamente nell'aprile 2022. La serie è stata presentata il 20 dicembre 2023.
Nel maggio 2023, Scobell si è unito al cast del film Blood Knot, un dramma familiare diretto da Roberto Sneider.

## Filmografia

### Cinema
- The Adam Project, regia di Shawn Levy (2022)
- La Gang dei Supereroi (Secret Headquarters), regia di Henry Joost e Ariel Schulman (2022)
- Looking Through Water, regia di Roberto Sneider (2025)

### Televisione
- Percy Jackson e gli dei dell'Olimpo (Percy Jackson and the Olympians) – serie TV, 8 episodi (2023-in corso)

## Doppiatori italiani
Nelle versioni in italiano delle opere in cui ha recitato, Walker Scobell è stato doppiato da:
- Adriano Venditti in Percy Jackson e gli dei dell'Olimpo
- Alberto Vannini in The Adam Project